# Bigotterie
Bigotterie (französisch bigoterie) oder Scheinheiligkeit ist die Bezeichnung für ein frömmelndes, dabei anderen Auffassungen gegenüber intolerantes, gehässiges und scheinbar ganz der Religion oder einer religiösen Autorität (Person oder Instanz) gewidmetes Wesen oder Verhalten, wobei der tatsächliche Lebensstil eigentlich nicht religiös oder sittlich streng gehalten wird. Der Duden bezeichnet Bigotterie als Scheinheiligkeit und „kleinliche, engherzige Frömmigkeit und übertriebene(n) Glaubenseifer“. Das dazugehörige Adjektiv ist „bigott“.

## Etymologie
Bigott wurde im 18. Jahrhundert aus dem gleichbedeutenden französischen bigot entlehnt, dessen Herkunft jedoch ungeklärt ist. Das Wort wird zum ersten Mal 1165 in dem Roman de Rou von Wace als Schimpfwort gegen die Normannen urkundlich erwähnt. Es wurde auch mit den Schreibweisen bigod, bigoth gebraucht. Hauptvermutung ist, dass es vom altenglischen bī god („bei Gott“) oder be gode, einer alten englischen Schwurformel, abgeleitet wurde.
Nach Wolfgang Pfeifer wurde das Adjektiv bigot für „frömmelnd, scheinheilig“ im Französischen seit dem 15. Jahrhundert in derselben Bedeutung bezeugt und bereits im 17. Jahrhundert als bigot ins Englische und als bigotto ins Italienische entlehnt. Es gelangte um die Wende zum 18. Jahrhundert ins Deutsche, wo es seit der Mitte des Jahrhunderts in der eingedeutschten Schreibweise bigott erschien. Das spanische Substantiv bigote für „Knebelbart“ (spanisch hombre de bigote „Mann mit Knebelbart“, übertragen „Mann von Charakter“), das auch für die Erklärung von bigot und dessen Bedeutungsentwicklung herangezogen wird, geht nach Joan Coromines wohl ebenfalls auf eine solche Formel zurück. Andere Autoren wie Karl-Heinz Best sehen dagegen im jiddischen begotisch „fromm, gottbegnadet“ (zu mhd. got „Gott“) eine mögliche Quelle für das französischsprachige Adjektiv.

## Definitionen
Bei der Bigotterie geht es weniger um die Religiosität als solche, sondern vielmehr um die ängstliche und übertriebene Gewissenhaftigkeit in ihrer Ausübung.
Meyers Großes Konversations-Lexikon definierte 1905 bigott als:

„andächtelnd, frömmelnd, eifrig in der peinlich genauen Ausübung religiöser Gebräuche, aber ohne ernsteres religiöses Leben und streng sittliche Haltung.“

Als Scheinheiligkeit wird auch Heuchelei („Pharisäertum“) oder Doppelmoral bezeichnet, wenn Menschen zum Beispiel vordergründig eine hohe Moral vorgeben (Lippenbekenntnis), tatsächlich aber niedrige moralische Standards praktizieren. Der Duden bezeichnet scheinheilig als „Aufrichtigkeit, Nichtwissen od. Freundlichkeit vortäuschend; heuchlerisch“.
Adelungs Grammatisch-kritisches Wörterbuch der Hochdeutschen Mundart bezeichnet scheinheilig 1798 als:

„den äußern Schein der Heiligkeit, d.i. der Gottesfurcht, annehmend und habend, ohne es wirklich zu seyn. Ein Scheinheiliger, ein Heuchler, den man im gemeinen Leben auch einen Kopfhänger, in Niedersachsen einen Bibelträger, Kirchenklepper, Heiligenfresser, Heiligenbeißer u.s.f. nennet. Ein scheinheiliges Betragen.“

Von Selbstgerechtigkeit unterscheidet sich Bigotterie insofern, als der Bigotte an sich selbst auf jeden Fall weniger hohe Ansprüche stellt als an andere, während ein Selbstgerechter durchaus nach sittlicher und moralischer Tadellosigkeit streben mag.